# Agència Nacional d'Intel·ligència-Geoespacial
L'Agència Nacional d'Intel·ligència-Geoespacial (en anglès: National Geospatial-Intelligence Agency) també coneguda pel seu acrònim en anglès, NGA, és una agència federal dels Estats Units per a la recollida, anàlisi i distribució de dades d'intel·ligència geoespacial, (GEOINT) en una tasca de suport a la defensa nacional dels Estats Units. La NGA es va denominar anteriorment com National Imagery and Mapping Agency (NIMA) i és part del Departament de Defensa dels Estats Units. A més, la NGA és un component clau de la Comunitat d'Intel·ligència dels Estats Units (United States Intelligence Community)
Les oficines centrals de la NGA estan situades a Bethesda, a l'estat de Maryland i té oficines subsidiàries a Northen Virginia, Virgínia, Washington DC i Saint Louis (Missouri), Missouri així com oficines de suport i enllaç a tot el món. El seu pressupost i nombre d'empleats són matèria classificada i no es coneix.
El 22 de febrer de 2010, el Secretari de Defensa dels Estats Units, Robert Gates, va anunciar que Letitia Long seria la nova directora de l'NGA, primera vegada que una dona dirigiria una de les grans agències governamentals dels Estats Units. Letitia Long va jurar el seu càrrec el 9 d'agost d'aquest any.